# Совералл, Сэди
Сэди Эйлин Совералл (англ. Sadie Aileen Soverall; род. 17 января 2002, Уондсуэрт, Большой Лондон) — британская актриса. Среди ее фильмов - «Роуз притворяется Джули» (2019), «Маленький костяной домик» и «Солтберн» (оба 2023). На телевидении известна по роли в сериале Netflix «Судьба: Сага Винкс» (2021–2022).

## Ранние годы
Совералл родилась в южном лондонском боро Уондсуэрт. Она училась в школе Parkgate House, а затем в школе Эмануэль. Совералл была замечена агентом по поиску талантов во время школьной постановки «Двенадцатой ночи».

## Карьера
Совералл дебютировала в художественном кино в роли Евы в ирландской драме 2019 года «Роуз притворяется Джули» с Энн Скелли, Орлой Брейди и Эйданом Гилленом в главных ролях. За этим последовал ее телевизионный дебют с главной ролью антагонистки Беатрикс в подростковом фэнтезийном сериале Netflix «Судьба: Сага Винкс», экранизации мультсериала «Клуб Винкс». Она смогла совместить получение A Level со съемками первого сезона в Ирландии. Премьера сериала состоялась в 2021 году и длилась два сезона.
В 2023 году Совералл снялась в роли Мейзи вместе с Джоэли Ричардсон в триллере «Маленький костяной домик» и сыграла второстепенную роль Аннабель в «Солтберне». Совералл предстоит сыграть роли в драматическом телесериале Channel 4 «Сбор» и фильме «Аркадия».

## Фильмография

### Фильмы
| Год  | Название                 | Роль     | Примечания |
| ---- | ------------------------ | -------- | ---------- |
| 2019 | Роуз притворяется Джули  | Ева      |            |
| 2023 | Маленький костяной домик | Мейзи    |            |
| 2023 | Солтберн                 | Аннабель |            |
| 2024 | Судная ночь в Аркадии    | Шарлотта |            |

### Телевидение
| Год       | Название                 | Роль     | Примечания   |
| --------- | ------------------------ | -------- | ------------ |
| 2021—2022 | Судьба: Сага Винкс       | Беатрикс | Главная роль |
| 2024      | Сбор                     | Джессика |              |
| TBA       | Никогда не отпускай меня | Люси     |              |